# カールスルーエ市電GT8-D形電車
カールスルーエ市電GT8-D形電車（カールスルーエしでんGT8-Dがたでんしゃ）は、かつてドイツの都市・カールスルーエの路面電車（カールスルーエ市電）で使用されていた車両。片運転台式の3車体連接車で、形式名の「D」は制御方式として直接制御（Direktgesteuert）が採用された事を示していた。

## 概要
カールスルーエ市内で路面電車を運営するカールスルーエ交通事業（VBK）によって、1960年代以降発注が実施された路面電車車両。同時期に導入されたGT6-D形（2車体連接車）と異なり、GT8-D形は中間車体を挟んだ3車体連接車で、定員数の増加が図られた。
基本的な車体の構造は先に導入されていた2車体連接車（GT6-EP形）と同様であったが、制御装置については信頼性に課題が生じていた電空協調制御方式から、それ以前の車両に用いられていた多段式直接制御へと改められた。これにより信頼性の向上や維持費の削減が実現した一方、製造当初は複数の車両を一括で操作する総括制御に非対応だった。また、台車には板ばねのみが用いられ振動を抑制する特殊なダンパーが設置されていなかった他、車輪の厚みの関係もあり、鉄道線を転換した区間への直通運転は行われなかった。
製造はベルリン（西ベルリン）に工場を有していたドイツ車両機械工場（DWM）によって行われ、車両の前後にはベルリン市の熊の紋章や西ベルリンの地区名が記されていた。また木目調の座席を用いていた事から、他のカールスルーエ交通事業が所有した連接車と共に「木の車両（Holzklasse）」と言う愛称でも呼ばれていた。

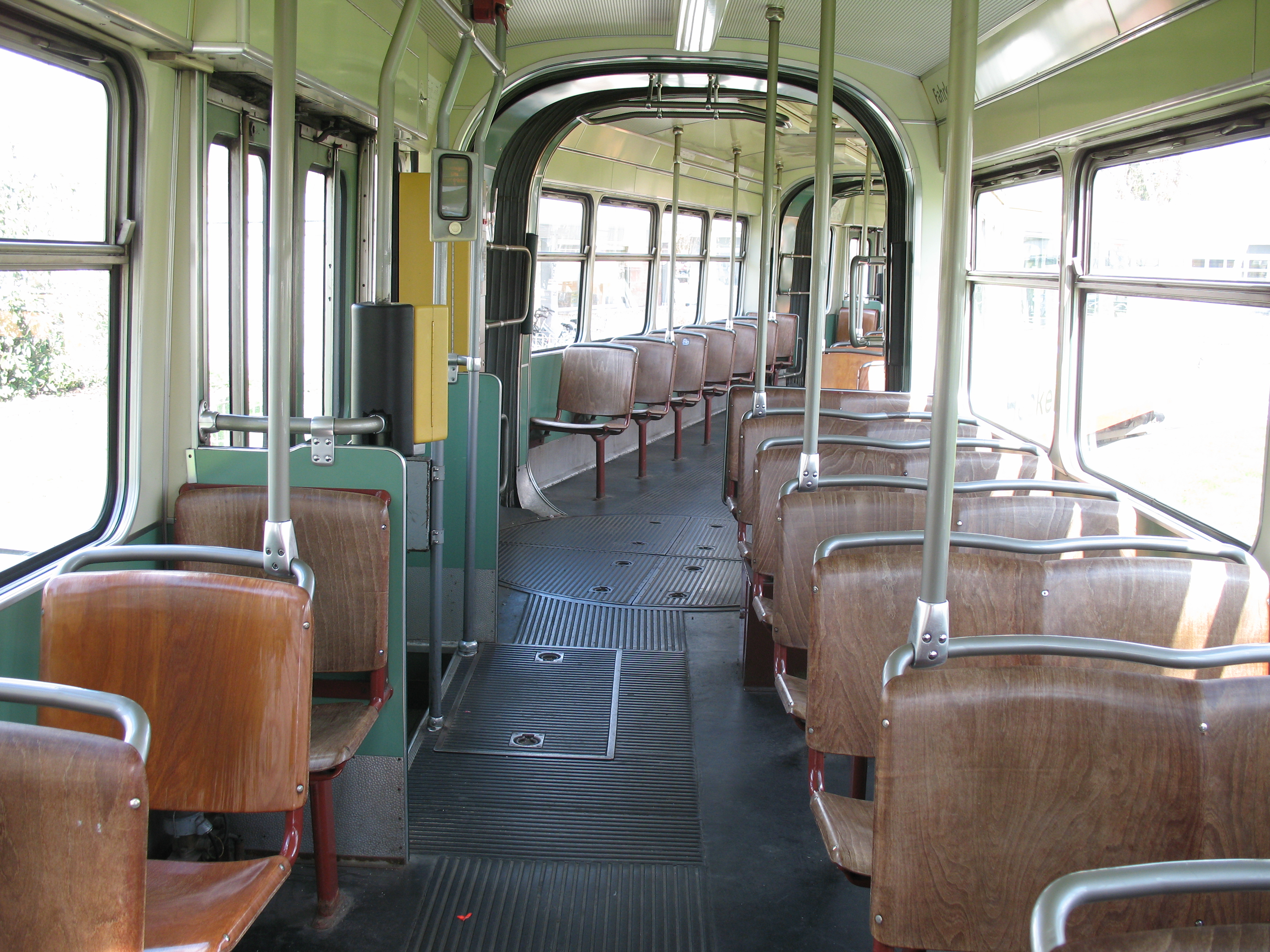
車内
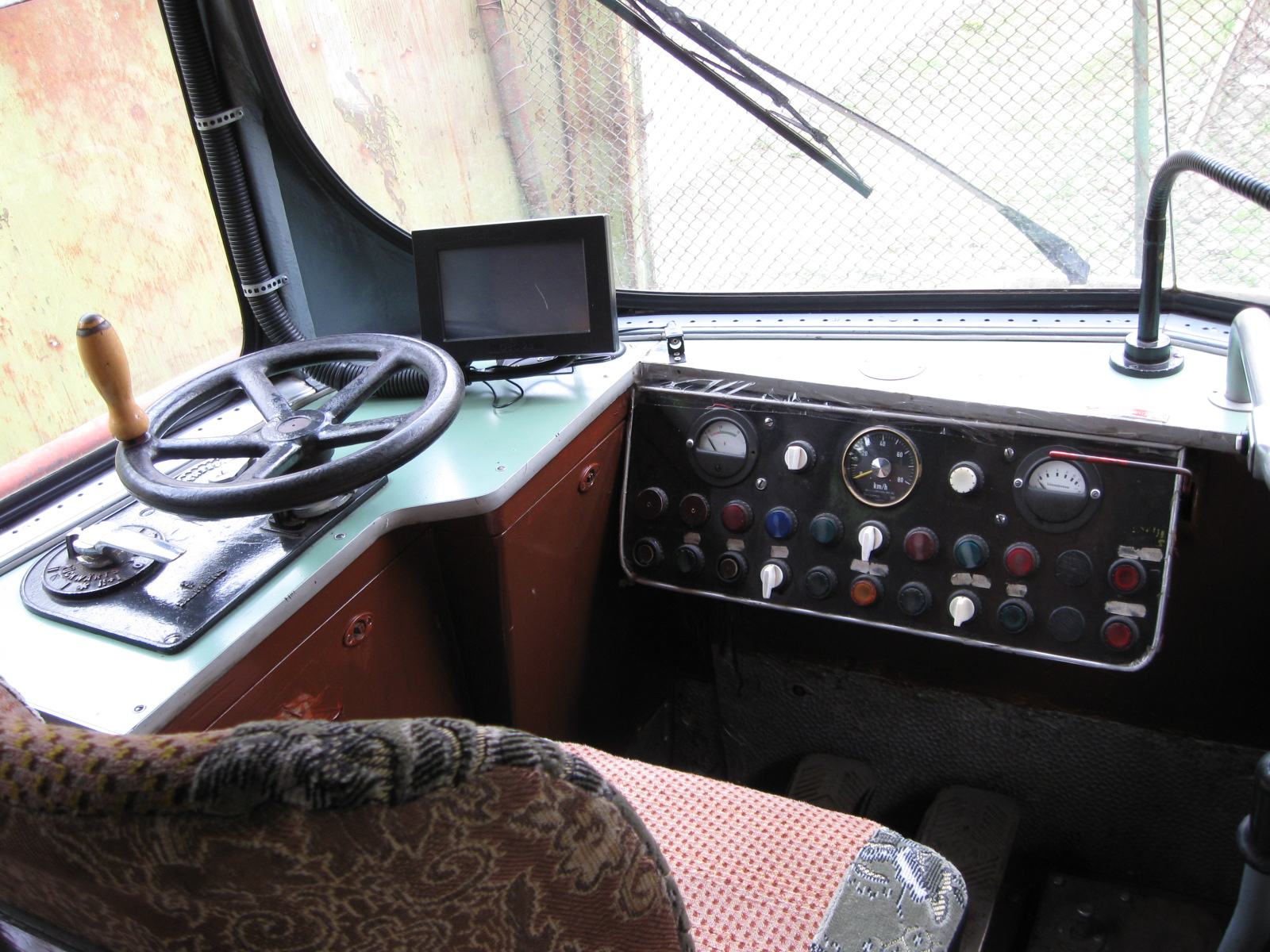
運転台
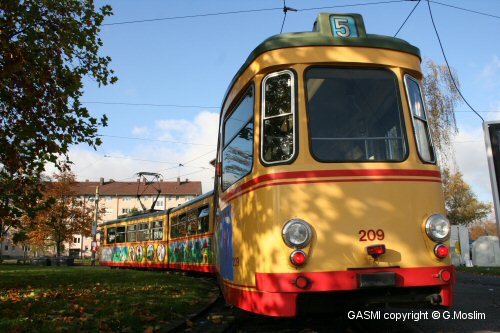
後方車体には簡易運転台が設置されていた

## 主要諸元
| GT8-D形 主要諸元 | GT8-D形 主要諸元 | GT8-D形 主要諸元 | GT8-D形 主要諸元 | GT8-D形 主要諸元 | GT8-D形 主要諸元 | GT8-D形 主要諸元 | GT8-D形 主要諸元 |
| ---------------- | ---------------- | ---------------- | ---------------- | ---------------- | ---------------- | ---------------- | ---------------- |
| 車両番号         | 車両番号         | 174 - 176        | 201(2代)         | 177 - 188        | 189 - 199        | 200 - 208        | 209 - 215        |
| 製造・改造年     | 製造・改造年     | 1975年改造       | 1987年改造       | 1969年製造       | 1975年改造       | 1975年改造       | 1979 - 80年改造  |
| 全長             | 全長             | 26,948mm         | 26,948mm         | 27,148mm         | 27,148mm         | 27,148mm         | 27,148mm         |
| 車体長           | 車体長           | 26,008mm         | 26,008mm         | 26,008mm         | 26,008mm         | 26,008mm         | 26,008mm         |
| 全幅             | 全幅             | 2,373mm          | 2,373mm          | 2,373mm          | 2,373mm          | 2,373mm          | 2,373mm          |
| 全高             | 全高             | 3,186mm          | 3,186mm          | 3,191mm          | 3,191mm          | 3,191mm          | 3,196mm          |
| 定員             | 着席             | 62人             | 62人             | 69人             | 69人             | 70人             | 70人             |
| 定員             | 立席             | 162人            | 162人            | 149人            | 149人            | 148人            | 148人            |
| 重量             | 重量             | 28.8t            | 28.8t            | 29.67t           | 29,67t           | 29.9t            | 30.5t            |
| 出力             | 主電動機         | 120kW            | 120kW            | 120kW 150kW      | 120kW            | 120kW            | 120kW            |
| 出力             | 車両出力         | 240kW            | 240kW            | 240kW 300kW      | 240kW            | 240kW            | 240kW            |
| 脚注             | 脚注             | 1. 2.            | 1. 2.            | 1. 2.            | 1. 2.            | 1. 2.            | 1. 2.            |
| 参考             | 参考             | [ 3 ] [ 9 ]      | [ 3 ] [ 9 ]      | [ 2 ]            | [ 3 ] [ 10 ]     | [ 3 ] [ 11 ]     | [ 3 ] [ 12 ]     |

## 運用
製造当初から3車体連接車であった車両は1969年製の12両（177 – 188）のみであったが、1975年以降2車体連接車のGT6-D形の大半の車両に中間車体を組み込む改造が実施され、GT8-D形への編入が実施された。その中で「201」に関しては初代が1987年に事故で廃車された事を受け、同年に2車体連接車（157）を改造する形で2代目となる「201」が導入された。また、1971年には新造車について主電動機をより出力が高いもの（出力150 kw）へ交換した他、1999年（215）と2000年（211）には2両を対象として試験的に制御装置をキーペ製の電機子チョッパ制御方式のものへ交換する工事が実施された。また、GT6-D形から編入された1両（174）については、GT6-D形時代に総括制御への対応工事を受けており、後方に連結器が常設されていた。

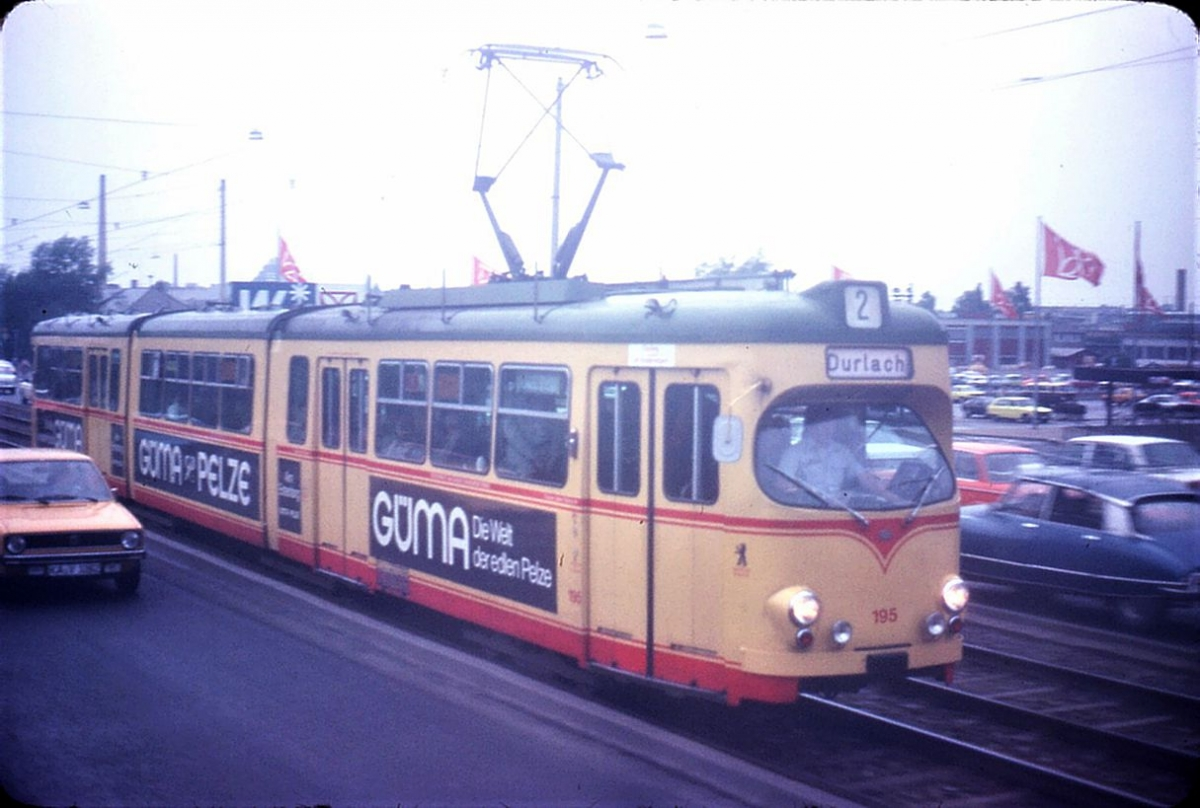
195（2車体連接車からの改造車両） （1979年撮影）
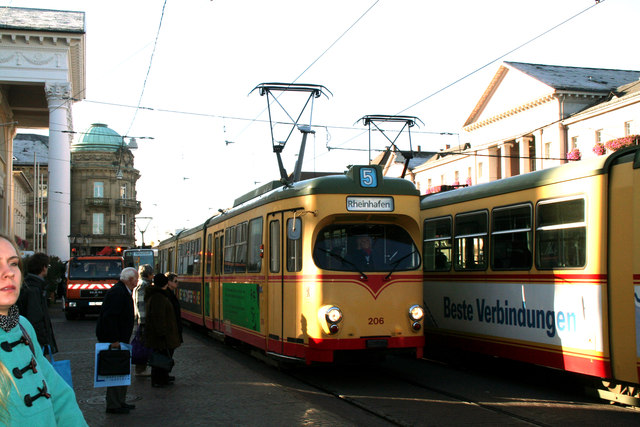
206（2車体連接車からの改造車両） （2010年撮影）
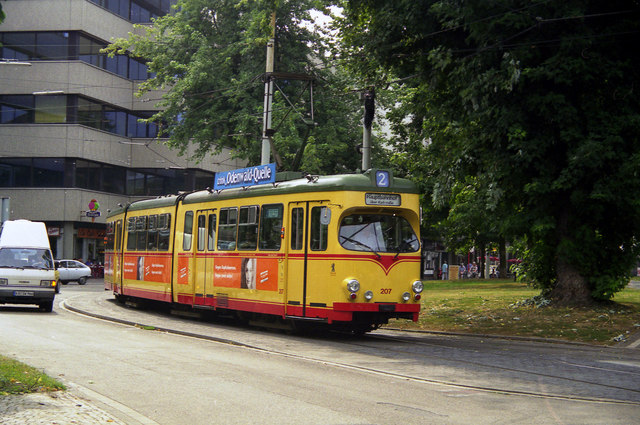
207（2車体連接車からの改造車両） （2009年撮影）
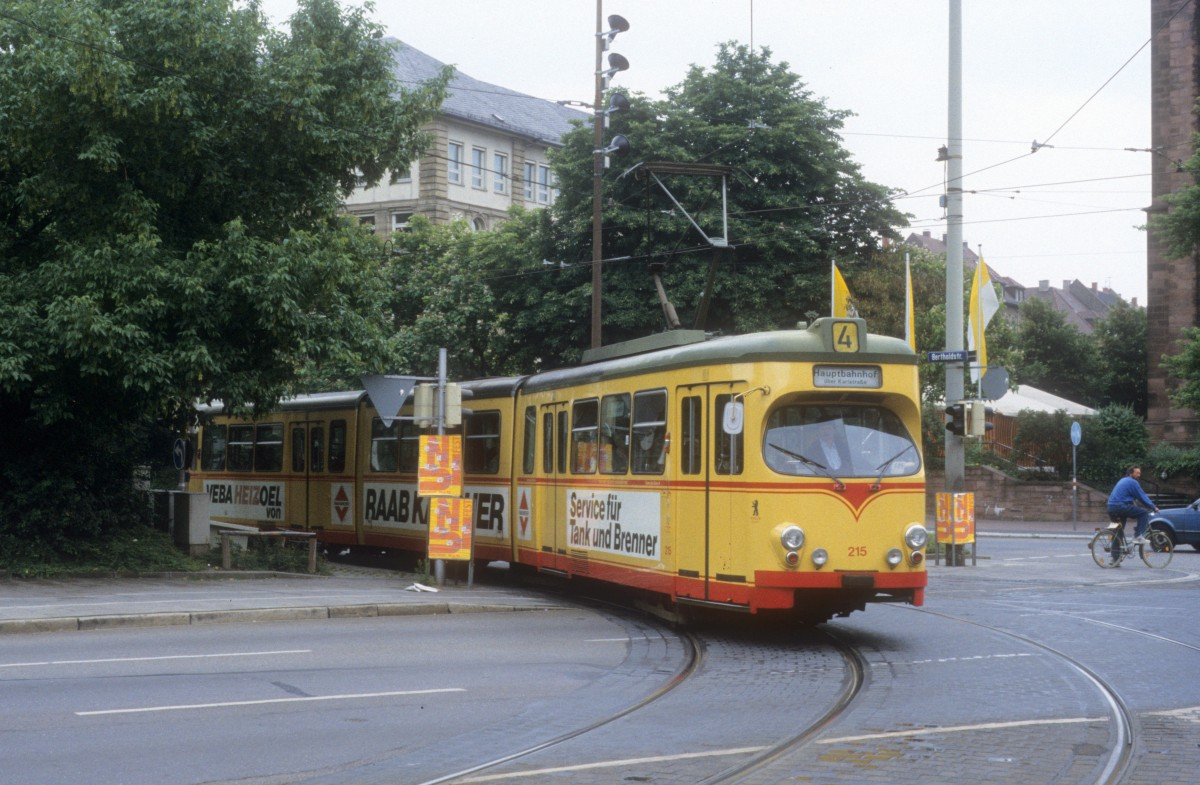
215（2車体連接車からの改造車両） （1993年撮影）

従来の2軸車を置き換える形で導入が行われたGT8-D形であったが、後継車両となる部分超低床電車の導入に伴い、老朽化に加えてバリアフリーに難があったGT8-D形は廃車が進行し、2015年5月をもって営業運転を終了した。廃車後は一部がルーマニアのティミショアラ（ティミショアラ市電）やベラルーシのミンスク（ミンスク市電）へ譲渡された一方、カールスルーエ市電で動態保存されている1両（188）を始め各地で保存されている車両も存在する。

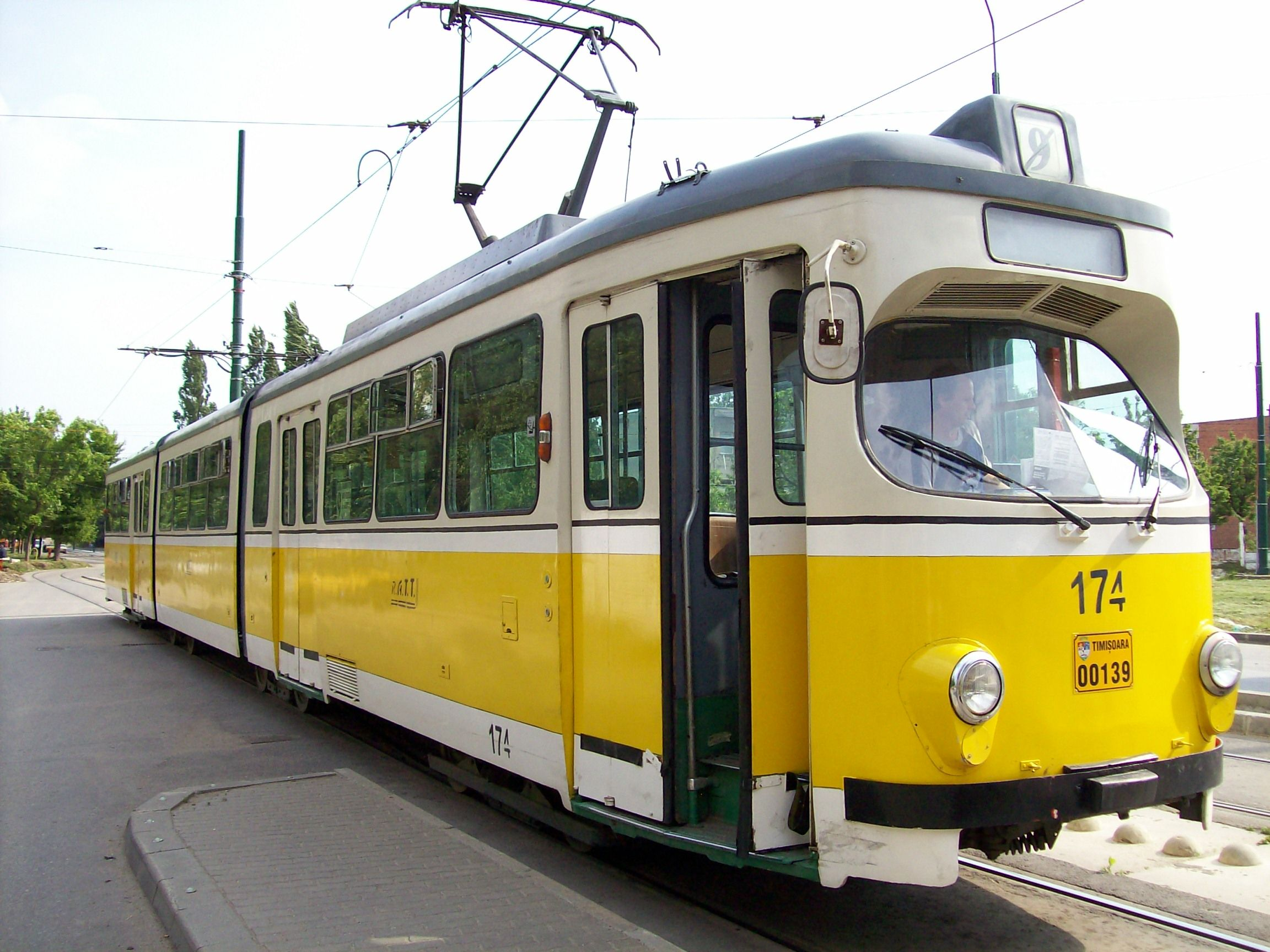
ティミショアラ市電へ譲渡後のGT8-D形（2007年撮影）
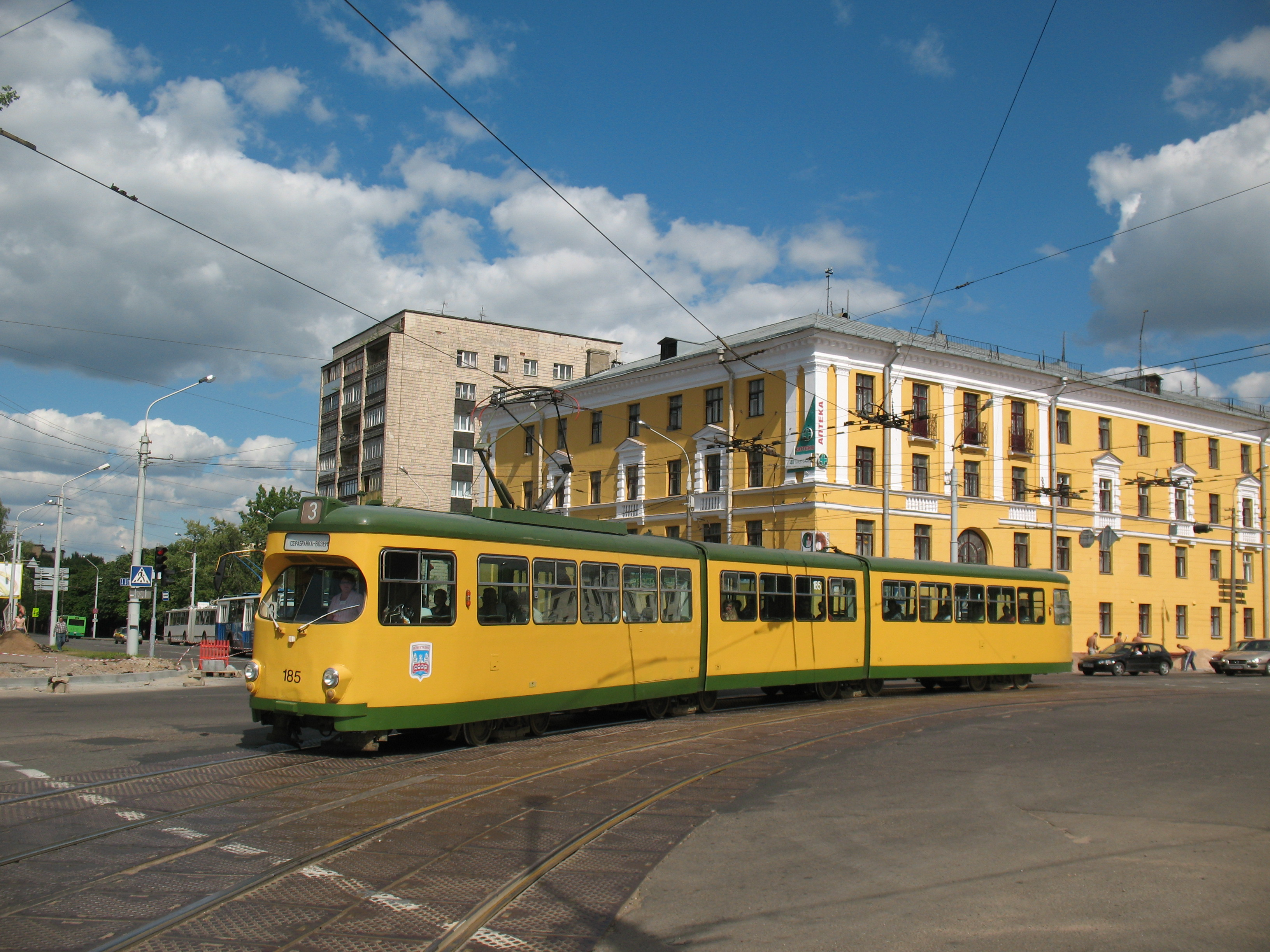
ミンスク市電へ譲渡後のGT8-D形（2007年撮影）